# Germain Berthé
Germain Berthé (* 24. října 1993) je malijský fotbalový brankář a reprezentant. V současnosti hraje v klubu Onze Créateurs de Niaréla.

## Reprezentační kariéra
V roce 2014 debutoval za malijský národní tým.

Zúčastnil se Afrického poháru národů 2015 v Rovníkové Guineji, kde Mali obsadilo po losu nepostupovou třetí příčku v základní skupině D.